# Арангастах (острів)
Арангаста́х (рос. Арангастах) — невеликий острів в Анабарській губі моря Лаптєвих. Територіально належить до Якутії, на крайній півночі Росії.

## Географія
Розташований за 2,5 км від північно-східного узбережжя материка, в гирлі річки Уеле, утворюючи її західний берег. Острів має видовжену форму, витягнутий із північного заходу на південний схід. Острів рівнинний, вкритий болотами, має 6 невеликих озер. Оточений мілинами.